# António Durães
António Durães (Figueira da Foz, Março de 1961) é um actor e encenador português.

## Biografia
António Durães nasceu na Figueira da Foz em Março de 1961 e vive em Braga desde 1986. Estudou teatro na Escola de Formação Teatral do Centro Cultural de Évora, sendo actor profissional desde 1984. Tem trabalhado em estruturas diversas, como a Companhia de Teatro de Braga, o Teatro Nacional São João, o Teatro Nacional D. Maria II, a ASSéDIO, o Centro Dramático de Évora, o Seiva Troupe, o Ensemble-Sociedade de Actores, os Artistas Unidos ou o Centro Cultural de Belém.
Enquanto actor trabalhou com encenadores ou realizadores como Luís Varela, José Valentim Lemos, Figueira Cid, Mário Barradas, Rui Madeira, António Fonseca, José Ananias, Mark Donford-May, José Wallenstein, Jorge Silva Melo, Paulo Castro, Ricardo Pais, Nuno Carinhas, João Pedro Vaz, Giorgio Barberio Corsetti, José Carretas, Adriano Luz, Sagueneil ou Paulo Rocha e interpretou obras de Jean-Claude Grumberg, Alfred de Musset, Renato Solnado, Karl Valentim, Barrie Keef, William Shakespeare, Pierre Corneille, Paul Claudel, Marivaux, Peter Handke, Edward Bond, Almeida Garrett, António Patrício, Samuel Becket, Federico Garcia Lorca, Gil Vicente, Robert Pinget, Bertolt Brecht, Mário de Sá-Carneiro, Regina Guimarães & Sagueneil ou José Carretas.
Como actor-cantor participou nos musicais Linha Curva Linha Turva – Os Actores Cantam e Sondai-me Sondheim, a partir de canções de Stephen Sondheim, ambos no Teatro Nacional S. João, com encenação de Ricardo Pais e direcção musical de Jeff Cohen, e no Teatro São Luiz, com encenação de Adriano Luz e direcção musical de Manuel Paulo, o musical O Assobio da Cobra.
Desde 1995 que trabalha como encenador, tendo realizado diversos espectáculos para a Companhia de Teatro de Braga, como O Fetichista, de Michel Tournier, O Arquitecto e o Imperador da Assíria, de Fernando Arrabal, Póquer na Jamaica, de Evelyne Pieiller, todos no Teatro Circo, ou O Doido e a Morte, de Raul Brandão, e A Estalajadeira, de Carlo Goldoni, no Espaço Alternativo PT. Encenou ainda Peça com Repetições, de Martin Crimp, no Teatro Carlos Alberto (Porto) e no Centro Cultural de Belém (Lisboa), ou Terror e Miséria no III Reich, de Bertolt Brecht, Esta Noite Improvisa-se, de Pirandello, e As Bodas de Fígaro, de W.A. Mozart e L. Da Ponte, no Teatro Helena Sá e Costa (Porto).
No Teatro Nacional S. João dirigiu Teatro Escaso, uma espécie de espectáculo teatral a partir de poesia sobre teatro. Ainda para o Teatro Nacional S. João realizou o musical (café-concerto) Variações Sobre a Perversão, com direcção musical de Luís Pipa. Para o grupo Mão Morta encenou Maldoror, espectáculo realizado a partir de excertos de Os Cantos de Maldoror, do Conde de Lautréamont.
Com o pianista Luís Pipa gravou, em 1999, um disco de canções de cena intitulado Marcha Para Dois Vapores. Para o Teatro Nacional S. João co-dirigiu com João Reis, Carlos Gomes e Ricardo Pais o projecto Os Sons Menina – Teatros Radiofónicos, que consistiu em gravar curtas prosas, editadas posteriormente em CD.
Durante muitos anos, integrou a equipa da Rádio Universitária do Minho.
Integra o colectivo Sindicato de Poesia, em Braga, desde a sua fundação.
É, desde 2000, professor da disciplina de Interpretação no Curso de Teatro da Escola Superior de Música e das Artes do Espectáculo, do Porto.

## Filmografia
- A Raiz do Coração (2000)
- Peregrinação (2017)